# Fritz Bönisch
Fritz Bönisch (* 21. Juni 1923 in Großräschen; † 28. Mai 2007 ebenda) war ein deutscher Heimatforscher.

## Leben und Wirken
Fritz Bönisch besuchte die siebenklassige Volksschule und interessierte sich schon früh für alte Landkarten und Kirchenbücher. Er ging 1937 bis 1940 bei seinem Vater Willi Bönisch, einem Tischlermeister, in die Lehre und wurde nach Ende der Lehrzeit zum Reichsarbeitsdienst und schließlich zur Wehrmacht eingezogen. Nach seiner Rückkehr in die Heimat am 20. Juni 1945 arbeitete er wieder als Tischler und legte am 14. Mai 1947 die Meisterprüfung ab. Er übernahm am 1. April 1959 die Werkstatt seines Vaters und arbeitete bis zum Ruhestand 1988 als selbstständiger Tischlermeister. 1987 wurde er Ehrenmeister des Handwerks. Nebenberuflich war er 1947 bis 1952 Fachlehrer an der Berufsschule für Tischler und 1952 bis 1977 Dozent für Meisterlehrgänge des Tischlerhandwerks und Mitglied des Meisterprüfungsausschusses der Handwerkskammer.
Nach Feierabend und an Wochenenden studierte Bönisch alte Akten u. a. in den Archiven in Potsdam und Dresden. So veröffentlichte er mehr als 150 Arbeiten zur Metrologie und zur Geschichte der Kartografie, aber auch zur Orts-, Regional- und Landesgeschichte, zur Bau- und Kunstgeschichte sowie zur Heraldik. Er entwarf viele Niederlausitzer Amts-, Stadt- und Kreiswappen, beispielsweise von Großräschen, Altdöbern, Tettau, Neupetershain und dem Landkreis Oberspreewald-Lausitz. „In Würdigung seiner Leistungen und Verdienste auf dem Gebiet der Heimatforschung, insbesondere der historischen Kartographie“ wurde er 1989 mit der Silbernen Leibniz-Medaille der Akademie der Wissenschaften der DDR ausgezeichnet. Er wurde 1994 Ehrenmitglied des Vereins für sächsische Landesgeschichte und 1996 Ehrenbürger von Großräschen. Außerdem war er Zweiter Vorsitzender der Niederlausitzer Gesellschaft für Geschichte und Landeskunde. Im Jahr 2003 wurde er korrespondierendes Mitglied der Landesgeschichtlichen Vereinigung für die Mark Brandenburg.
Fritz Bönisch heiratete am 16. August 1952 Anna Maria Bönisch, eine Tochter des Historikers Rudolf Lehmann, und hatte zwei Söhne, den Archäologen Eberhard Bönisch (* 1956) und den Geologen Rudolf Bönisch (* 1953 in Altdöbern).

## Werke
- Der Stand der Wüstungsforschung in der Niederlausitz. In: Abhandlungen und Berichte des Naturkundemuseums Görlitz, Forschungsstelle. Band 2, Geest & Portig, Leipzig 1960, S. 9–51
- Genauigkeitsuntersuchungen am Öderschen Kartenwerk von Kursachsen (= Abhandlungen der Sächsischen Akademie der Wissenschaften zu Leipzig. Philologisch-Historische Klasse, Band 61, Heft 3). Akademie-Verlag, Berlin 1970, DNB 850912059
- Andreas Schultze – ein Niederlausitzer Bildhauer des 17. Jahrhunderts. Niederlausitzer Arbeitskreis für Regionale Forschung, [Cottbus] 1984, DNB 850912059.
- mit Günter Wetzel: Die Wüste Kirche von Drehna. Rat des Kreises Luckau / Kreismuseum Luckau, Luckau 1988, DNB 881470961.
- mit Hans Brichzin, Klaus Schillinger und Werner Stams: Kursächsische Kartographie bis zum Dreißigjährigen Krieg. Band 1: Die Anfänge des Kartenwesens (= Veröffentlichungen des Staatlichen Mathematisch-Physikalischen Salons, Forschungsstelle Dresden, Zwinger, Band 8). Deutscher Verlag der Wissenschaften, Berlin 1990, ISBN 3-326-00274-2.[4]
- Der Blick in die Geschichte. Vom Landkreis Oberspreewald-Lausitz rückschreitend zur ältesten Kreisgliederung. Kreismuseum, Senftenberg 1995
- Groß- und Klein-Jauer bei Altdöbern, Niederlausitz. Dörfer und Fluren, die Vergangenheit sind. Kreismuseum, Senftenberg 1996
- Chronik Großräschen. Druck + Satz, Großräschen 1999
- Die erste Kursächsische Landesaufnahme. Ausgeführt von Matthias Öder und Balthasar Zimmermann von 1586 bis in die Anfangszeit des Dreißigjährigen Krieges (= Atlas zur Geschichte und Landeskunde von Sachsen, 4.1–4.2, Beiheft). Verlag der Sächsischen Akademie der Wissenschaften, Leipzig [u. a.] 2002, ISBN 3-89679-329-2
- Die Wüstung Nausedel bei Dobristroh/Freienhufen. Ein Beitrag zur Besiedlungsgeschichte der Niederlausitz. In: Niederlausitzer Studien. Heft 33, Cottbus 2007, S. 43–81